# Barbury Castle
Barbury Castle est une colline fortifiée de l'âge du fer britannique, située à quelques kilomètres au sud de Swindon, dans le Wiltshire, un comté du sud-ouest de l'Angleterre. Ce site archéologique est protégé en tant que scheduled monument.

## Situation
Barbury Castle occupe le sommet de Barbury Hill, une colline du massif crayeux des Marlborough Downs (en). Il est situé à cheval sur les paroisses civiles de Wroughton au nord et Ogbourne St Andrew au sud. Depuis son sommet, il est possible de voir toute la région des Cotswolds jusqu'à la Severn, ce qui en fait un lieu stratégique. Il est également traversé par la Ridgeway (en), une route préhistorique qui passe par les crêtes des North Wessex Downs et qui a été convertie en sentier de grande randonnée en 1973.

## Description
Barbury Castle se compose de deux fortifications concentriques, chacune constituée d'une levée de terre et d'un fossé. Ces fortifications enclosent un espace ovale d'environ 4,5 hectares.

## Histoire
Barbury Castle est l'une des nombreuses collines fortifiées édifiées pendant l'âge du fer britannique. Sa construction remonte vraisemblablement au début du VIIe siècle av. J.-C. et le site reste occupé jusqu'à la conquête romaine de la Grande-Bretagne, au Ier siècle.
La Chronique anglo-saxonne enregistre sous l'année 556 une victoire des Ouest-Saxons Cynric et Ceawlin sur les Bretons à Beranbyrg, « le fort de Bera ».

## Protection
Barbury Castle fait partie des 26 sites archéologiques d'Angleterre protégés au titre de l'Ancient Monuments Protection Act 1882 (en), la première loi de protection des monuments historiques à entrer en vigueur au Royaume-Uni. Son statut de scheduled monument est créé par l'Ancient Monuments and Archaeological Areas Act 1979 (en). Ce statut protégé s'étend à un tertre funéraire situé juste au nord de la colline.